# 王卫尉
王卫尉，西汉初年卫尉，姓王，名不详。
汉高帝十一年（前196年），相国萧何将上林苑的空地给百姓耕种，高帝刘邦认为他接受商人财物，才开放上林苑。将萧何交付廷尉，用刑具锁铐。几天后，王卫尉侍奉刘邦，问：“相国有什么大罪，陛下突然把他拘禁？”刘邦说：“我听说李斯当秦始皇的丞相时，有功归于皇帝，有过自己承担。萧相国接受商人财物，要我的上林苑，来讨好下民，所以将他拘禁治罪。”王卫尉劝道：“份内之事只要利民就向皇帝请命，这是真正的宰相行为，陛下为何疑心相国接受商人钱财呢？陛下与西楚作战几年，陈豨、黥布造反，陛下亲自率军出征。当时，相国守关中，若关中动摇，函谷关以西就不是陛下所有了。相国不在那时为己谋利，怎会反在如今贪图商人的金钱？再说，秦朝皇帝就是因不知自己的过失才丧失天下，李斯分担秦始皇的过失，又何足效法？陛下为何如此轻易怀疑相国！”高帝听完后不高兴。当天，派人持节赦免释放了萧何。
| 前任： 酈商 | 西汉卫尉 前196年前后 | 繼任： 劉澤 |